# Хоппе, Эльзе
Эльзе Хоппе (чеш. Else Hoppe) (урождённая Майкснер) — чехословацкая фигуристка, бронзовый призёр чемпионата мира 1927 года в парном катании. Выступала вместе с своим мужем Оскаром Хоппе. Была участницей чемпионата Европы 1930 года — первого первенства континента, на котором разыгрывались медали в парном катании.

## Спортивные достижения
| Соревнования      | 1925 | 1926 | 1927 | 1928 | 1929 | 1930 | 1931 |
| ----------------- | ---- | ---- | ---- | ---- | ---- | ---- | ---- |
| Чемпионаты мира   | 5    | 7    | 3    |      | 6    |      | 6    |
| Чемпионаты Европы |      |      |      |      |      | 7    |      |